# وراء الكواليس (فلم 1919)
وراء الكواليس (بالإنجليزية: Back Stage) هو فيلم كوميدي أمريكي قصير أنتج في سنة 1919 بطولة روسكو "فاتي" آرباكل وباستر كيتون وآل سانت جون.

## طاقم التمثيل
- روسكو "فاتي" آرباكل
- باستر كيتون
- آل سانت جون
- تشارلز إيه بوست
- مولي مالون
- جاك كوجان سينيور

## وصلات خارجية
- وراء الكواليس على موقع IMDb (الإنجليزية)
- وراء الكواليس على موقع أول موفي (الإنجليزية)
- وراء الكواليس على موقع فيلمافينيتي (الإسبانية)
- وراء الكواليس على موقع قاعدة بيانات الفيلم (الإنجليزية)
- وراء الكواليس على موقع ليتربوكسد (الإنجليزية)
- وراء الكواليس على موقع كينوبويسك (الروسية)
- الفيلم القصير Back Stage متوفر للتحميل من موقع أرشيف الإنترنت [المزيد]
- Back Stage at the International Buster Keaton Society